# Landtags- und Gemeinderatswahlkreis Liesing
Der Wahlkreis Liesing ist ein Wahlkreis in Wien, der den Wiener Gemeindebezirk Liesing umfasst. Bei der Landtags- und Gemeinderatswahl 2015 waren im Wahlkreis Liesing 69.985 Personen wahlberechtigt, wobei bei der Wahl die Sozialdemokratische Partei Österreichs (SPÖ) mit 39,58 % als stärkste Partei hervorging. Die SPÖ und die Freiheitliche Partei Österreichs (FPÖ) erzielten bei der Wahl je zwei der sechs möglichen Grundmandate.

## Wahlergebnisse
| Landtags- und Gemeinderatswahlen im Wahlkreis Liesing | Landtags- und Gemeinderatswahlen im Wahlkreis Liesing | Landtags- und Gemeinderatswahlen im Wahlkreis Liesing | Landtags- und Gemeinderatswahlen im Wahlkreis Liesing | Landtags- und Gemeinderatswahlen im Wahlkreis Liesing | Landtags- und Gemeinderatswahlen im Wahlkreis Liesing | Landtags- und Gemeinderatswahlen im Wahlkreis Liesing | Landtags- und Gemeinderatswahlen im Wahlkreis Liesing | Landtags- und Gemeinderatswahlen im Wahlkreis Liesing |
| Wahltermin                                            | GM                                                    |                                                       | SPÖ                                                   | ÖVP                                                   | FPÖ                                                   | GRÜNE                                                 | LIF/NEOS                                              | Sonstige                                              |
| ----------------------------------------------------- | ----------------------------------------------------- | ----------------------------------------------------- | ----------------------------------------------------- | ----------------------------------------------------- | ----------------------------------------------------- | ----------------------------------------------------- | ----------------------------------------------------- | ----------------------------------------------------- |
| 8. Oktober 1978                                       |                                                       | Stimmenanteile (%)                                    | 59,28                                                 | 30,41                                                 | 7,24                                                  | –                                                     | –                                                     | 3,07                                                  |
| 8. Oktober 1978                                       | 4                                                     | Grundmandate                                          | 2                                                     | 1                                                     | 0                                                     | –                                                     | –                                                     | 0                                                     |
| 24. April 1983                                        |                                                       | Stimmenanteile (%)                                    | 56,60                                                 | 33,57                                                 | 6,18                                                  | 2,61                                                  | –                                                     | 1,04                                                  |
| 24. April 1983                                        | 5                                                     | Grundmandate                                          | 3                                                     | 2                                                     | 0                                                     | 0                                                     | –                                                     | 0                                                     |
| 18. November 1987                                     |                                                       | Stimmenanteile (%)                                    | 56,10                                                 | 26,38                                                 | 10,66                                                 | 4,43                                                  | –                                                     | 2,42                                                  |
| 18. November 1987                                     | 5                                                     | Grundmandate                                          | 3                                                     | 1                                                     | 0                                                     | 0                                                     | –                                                     | 0                                                     |
| 10. November 1991                                     |                                                       | Stimmenanteile (%)                                    | 50,23                                                 | 16,67                                                 | 22,17                                                 | 8,25                                                  | –                                                     | 2,68                                                  |
| 10. November 1991                                     | 5                                                     | Grundmandate                                          | 3                                                     | 1                                                     | 1                                                     | 0                                                     | –                                                     | 0                                                     |
| 13. Oktober 1996                                      |                                                       | Stimmenanteile (%)                                    | 41,02                                                 | 14,85                                                 | 26,89                                                 | 6,78                                                  | 8,80                                                  | 1,66                                                  |
| 13. Oktober 1996                                      | 6                                                     | Grundmandate                                          | 2                                                     | 1                                                     | 1                                                     | 0                                                     | 0                                                     | 0                                                     |
| 25. März 2001                                         |                                                       | Stimmenanteile (%)                                    | 49,16                                                 | 16,98                                                 | 19,49                                                 | 10,50                                                 | 3,30                                                  | 0,57                                                  |
| 25. März 2001                                         | 6                                                     | Grundmandate                                          | 3                                                     | 1                                                     | 1                                                     | 0                                                     | 0                                                     | 0                                                     |
| 23. Oktober 2005                                      |                                                       | Stimmenanteile (%)                                    | 51,39                                                 | 19,54                                                 | 14,51                                                 | 12,10                                                 | –                                                     | 2,46                                                  |
| 23. Oktober 2005                                      | 6                                                     | Grundmandate                                          | 3                                                     | 1                                                     | 1                                                     | 0                                                     | –                                                     | 0                                                     |
| 10. Oktober 2010                                      |                                                       | Stimmenanteile (%)                                    | 44,67                                                 | 14,98                                                 | 27,48                                                 | 9,88                                                  | 0,68                                                  | 2,31                                                  |
| 10. Oktober 2010                                      | 6                                                     | Grundmandate                                          | 3                                                     | 1                                                     | 1                                                     | 0                                                     | 0                                                     | 0                                                     |
| 11. Oktober 2015                                      |                                                       | Stimmenanteile (%)                                    | 39,58                                                 | 9,64                                                  | 34,35                                                 | 8,22                                                  | 6,48                                                  | 1,72                                                  |
| 11. Oktober 2015                                      | 6                                                     | Grundmandate                                          | 2                                                     | 0                                                     | 2                                                     | 0                                                     | 0                                                     | 0                                                     |
| 11. Oktober 2020                                      |                                                       | Stimmenanteile (%)                                    |                                                       |                                                       |                                                       |                                                       |                                                       |                                                       |
| 11. Oktober 2020                                      | 6                                                     | Grundmandate                                          |                                                       |                                                       |                                                       |                                                       |                                                       |                                                       |